# Karl Lagerfeld
Karl Lagerfeld (nascido Karl Otto Lagerfeld; Hamburgo, 10 de setembro de 1933 — Neuilly-sur-Seine, 19 de fevereiro de 2019) foi um designer de moda alemão. Era o diretor criativo da Chanel, bem como da casa de moda italiana Fendi. Dirigiu também a criação na sua própria casa de moda homônima. Ao longo das décadas, Lagerfeld colaborou em diversos projetos de moda e arte. Karl tinha um estilo particularmente notável e autêntico, bem como polémico, esteticamente devido ao seu cabelo branco, óculos escuros e luvas. A nível de personalidade sempre se demonstrou objetivo e crítico, fazendo inúmeras vezes piadas difíceis de aceitar no mundo da moda. Vivia em Paris.

## Início da vida
Lagerfeld nasceu em Hamburgo. Alegou que nasceu em 1938 de Elisabeth (nascida Bahlman) e Otto Lagerfeld. Era conhecido por insistir que ninguém sabe sua data de nascimento real; entrevistado na televisão francesa em fevereiro de 2009, Lagerfeld disse que ele "nasceu nem em 1933 e não em 1938." Em abril de 2013 finalmente declarou que nasceu em 1935. O anúncio do nascimento, contudo, foi publicado pelos seus pais em 1933, e a registro de batismo em Hamburgo também a lista como nascido em 1933. Sua irmã mais velha, Martha Christiane (a.k.a. Christel), nasceu em 1931. Seu nome original era Lagerfeldt (com um "t"), mas mais tarde mudou para Lagerfeld porque, em suas palavras, "soa mais comercial".
Supostamente, Lagerfeld cresceu como filho de um rico empresário da Suécia, que introduziu o leite em pó no país. Sua família foi protegida principalmente das privações da Primeira Guerra Mundial devido a interesses comerciais de seu pai na Alemanha, através da empresa Glücksklee-Milch GmbH. Sua mãe era de Berlim, e, de acordo com Alicia Drake, era uma vendedora de lingerie quando conheceu seu marido e se casou com ele em 1930.
Depois de frequentar uma escola privada, Lagerfeld terminou o ensino secundário no  Lycée Montaigne, em Paris, onde se formou em desenho e história.
Lagerfeld foi contratado por Pierre Balmain, tornou-se assistente depois de vencer a categoria de casacos em um concurso de design promovido pela Secretaria de lã Internacional em 1955. Em 1958, depois de três anos na Balmain, mudou-se para Jean Patou, onde ele projetou duas coleções de alta costura por ano, durante cinco anos. Sua primeira coleção foi mostrada em uma apresentação de duas horas em julho de 1958, mas usou o nome de Roland Karl, ao invés de Karl Lagerfeld. Apesar de que em 1962, os repórteres começaram a se referir a ele como Karl Lagerfelt ou Karl Logerfeld. A primeira coleção foi mal recebida. Carrie Donovan, uma jornalista de moda americana, escreveu que "a imprensa vaiou a coleção". A UPI notou: "O novo designer da marca, de 25 anos Roland Karl, mostrou uma coleção que salientou forma e não tinha nenhum vestígio de saco do ano passado." O repórter chegou a dizer: "Um par de vestidos pretos de cocktail foram cortados tão abertos na frente que até mesmo algumas das repórteres mulheres suspiraram. Outros vestidos de coquetel e noite, apresentam baixas costas decotadas. "O mais interessante, Karl disse que seu projeto de silhueta para a temporada foi chamado pela letra "K" de Karl, que foi traduzido em uma linha reta na frente, curvado na cintura na parte de trás, com um baixo volume à saia.
Suas saias para a temporada de Primavera 1960 eram mais curtas em Brisbane, e a coleção não foi bem recebida. Carrie Donovan escreveu que: "parecia inteligente e extremamente comercializável, pronto para vestir, não alta costura." Para a sua coleção de final de 1960, projetou chapéus pequenos especiais, panqueca em forma círculos de cetim, que pendurou na bochecha. Ele os chamou de "tapas na cara". A coleção de Karl foi dita ser bem recebida, mas não inovadora. "Tornei-me entediado lá, também, e eu parei e tentei voltar para a escola, mas isso não funcionou, então eu passei dois anos principalmente em praias. Eu acho que eu estudei a vida". "Em 1963 começou a desenhar para Tiziani, uma casa de alta costura romana fundada naquele ano por Evan Richards (n. 1924) de Jacksboro, Texas. Começou como haute-couture e depois se ramificou em prêt-à-porter, levando o rótulo "Tiziani - Roma / Made in England". Lagerfeld e Richards esboçaram a primeira coleção em 1963 juntos. "Quando eles acabaram com 90 trajes, Tiziani lançou o cuidado e convites para os ventos, emprestando Catherine, a Grande joias de Harry Winston, e abriu seu salão de beleza com um wingding de três noites", de acordo com um relatório em 1969. Lagerfeld desenhou para a empresa até 1969. Elizabeth Taylor era uma fã do rótulo; ela se referiu como Evan as Evan Tiziani, que era, é claro, não o seu nome de família, e começou a usar as roupas em agosto de 1966. Gina Lollobrigida, Doris Duke, e Princesa Marcella Borghese também eram clientes enquanto Lagerfeld estava projetando a linha. Foi substituído em 1969 com Guy Douvier (1928-1993).
Lagerfeld começou como freelancer para casa de moda francesa Chloé, em 1964, à primeira criação de algumas peças a cada estação. À medida que mais e mais peças foram incorporadas, até o ponto em que passou a projetar toda a coleção. Em 1970 também começou uma breve colaboração com projeto de alta-costura para a casa de moda romana Curiel; sua chefe foi Gigliola Curiel, que morreu em novembro de 1969. A primeira coleção de Lagerfeld não foi descrito como tendo uma "drippy drapey elegance", projetado para uma rainha do cinema dos anos 1930s." Todos os manequins de Curiel usavam, perucas loiras curtas-cropped idênticas. Também mostrou shorts de veludo preto, vestidos de veludo preto até os tornozelos sob uma capa.
Sua coleção Chloé para a Primavera de 1973 (mostrada em outubro de 1972) ganhou as manchetes por oferecer algo ao mesmo tempo "alta moda e alta acampamento." Ele mostrou jaquetas Spencer soltas e impressas em camisa-de-força de seda. Ele projetou algo que chamou uma saia "surpresa", que estava em um de comprimento no tornozelo, seda plissada, tão solta que ele escondeu o fato de que era realmente calças. "Parece que o uso dessas saias é uma sensação extraordinária", disse a um repórter na época. Também projetou um olhar inspirado por Carmen Miranda, que consistia em vestidos mini-bra com saias muito curtas e vestidos longos com tops de sutiã e lenço xales.
Em 1972 colaborou com a grife italiana Fendi, desenhando peles, roupas e acessórios.
A partir da década de 1970, Lagerfeld ocasionalmente trabalhou como figurinista para produções teatrais. Ele colaborou com encenadores como Luca Ronconi e Jürgen Flimm, e projetando para teatros como La Scala, em Milão (Les Troyens por Hector Berlioz, 1980; dirigido por Ronconi), o Burgtheater, em Viena (Komödie der Verführung por Arthur Schnitzler, 1980, dirigido por Horst Zankl), e o Festival de Salzburgo (Der Schwierige por Hugo von Hofmannsthal, 1990; dirigido por Flimm).

## Fama internacional (1982–2019)
Em 1983, foi nomeado diretor artístico pelo conjunto de suas coleções de alta costura, prêt-à-porter e acessórios da casa Chanel sobre os quais ele possui plenos direitos. Tem como intenção perpetuar o espírito da estilista fundadora Coco Chanel, morta em 1971. Na década de 1980, escolheu a manequim Inès de la Fressange como égérie para reencarnar a imagem de Chanel.
Ela foi a primeira manequim a assinar contrato de exclusividade com uma casa de alta costura e a primeira a tornar-se uma estrela famosa e popular na história da moda. Sua estética é baseada antes de tudo em contrastes preto/branco, que são igualmente as cores de base do estilo Chanel. Em 1984, criou com sucesso, paralelamente à sua própria casa de alta costura, a marca "Karl Lagerfeld " no número 144 do Champs-Élysées. Em 1991, foi nomeado o novo diretor artístico da Chloé para reinventar a marca que se encontrava em pleno declínio.
Em 1998 abre a Lagerfeld Gallery, dedicada à fotografia. Em 2000, redefine sua imagem e o seu look e depois de ter adquirido notável corpulência, faz um regime draconiano e perde mais de 42 quilos.
Em 2002 Karl Lagerfeld pediu a Renzo Rosso, fundador da Diesel, para colaborar com ele numa coleção denim especial para a Galeria Lagerfeld. A coleção, Lagerfeld Gallery by Diesel, foi co-projetada por Lagerfeld e, em seguida, desenvolvida pela equipe de criação da Diesel, sob a supervisão de Rosso. Ela consistia de cinco peças que foram apresentadas durante desfiles do designer durante a Paris Fashion Week e, em seguida, vendidas em edições limitadas altamente na Galeria Lagerfeld em Paris e Mônaco e no Denim Galerias Diesel em Nova York e Tóquio. Durante a primeira semana de vendas em Nova York, mais de 90% das calças foram vendidas para fora, os preços variavam de US$ 240 a 1 840 dólares. Em uma declaração após o show em Paris, Rosso disse: "Estou honrado de Conhecer este ícone da moda do nosso tempo. Karl representa a criatividade, tradição e desafio, e o fato de ele convidar a Diesel para esta colaboração é um grande presente e reconhecimento de nossa reputação como o prêt-à-porter de casual wear". Lagerfeld desenhou os figurinos para os Carmen seqüências no filme de 2002 Callas Forever; em 2004, algumas roupas para a cantora Madonna para sua turnê Re-Invention, e, recentemente, roupas para Kylie Minogue que está em Showgirl Tour.
Lagerfeld colaborou com a H&M, que, em 12 de novembro de 2004, ofereceu uma gama limitada de roupas Lagerfeld para homens e mulheres, em certos estabelecimentos. Apenas dois dias após ter fornecido os seus pontos de venda, a H&M anunciou que quase todas as roupas foram vendidas para fora. No entanto, Lagerfeld expressou algum receio de que trabalhar com marcas low-end vai manchar sua imagem, embora, no passado, tenha trabalhado em estreita colaboração com o designer meias Wolford.
Em 2004, desenhou para a Maison Chanel os dois selos de Saint-Valentin emitidos pelo Correio Francês.
Lagerfeld era também um fotógrafo. Produziu Visionaire 23: Roupa Nova do Imperador, uma série de fotos nuas de modelos e celebridades. Ele também fotografou pessoalmente Mariah Carey para a capa da V magazine em 2005. Além de seu trabalho editorial para Harper Bazaar, Numéro, e edições russas e alemãs da Vogue, Lagerfeld fez campanhas publicitárias sob sua direção para casas como Chanel, Fendi, e sua grife homônima.
Na década de 1980, Hans Christian Andersen com o conto "A Roupa Nova do Imperador", foi publicado com desenhos de Lagerfeld.
O designer também foi o tema da série francesa-reality "Signé Chanel", em 2005. Cobriu a criação de sua coleção Outono / Inverno 2004-2005 Chanel, Coleção de alta costura e foi ao ar no Sundance Channel nos Estados Unidos durante o outono de 2006.
Ele também apoiou e incentivou o trabalho de designers "up-and-coming", incluindo Philip Colbert de Rodnik.
Em 2007 Karl Lagerfeld assinou uma nova linha, K par Karl. Essa coleção rejeita o espírito denim chique de tom urbano. Além de costureiro, Karl Lagerfeld, que se diz "diletante profissional", também cria no domínio da fotografia artística. Ele é o fotógrafo de todas as suas campanhas de publicidade e publica livros de fotos e arquitetura (Villa Malaparte, Villa Noailles etc) e também em colaboração com Tadao Ando. É também o proprietárioda livraria "7L" e da editora de nome na rua Lille do 7e arrondissement de Paris.
Em 2008 criou um ursinho de pelúcia em sua semelhança produzida pela Steiff em uma edição de 2 500 unidades que foi vendido por 1 500 dólares. E foi imortalizado em muitas formas, que incluem broches, camisetas, bonecos e muito mais. Em 2009, Tra Tutti começou a vender Karl Lagermouse e Karl Lagerfelt, que são mini-Lagerfelds nas formas de ratos e fantoches de dedo, respectivamente. Durante sua carreira, o estilista também assinou várias roupas para o mundo da arte: ópera (Scala de Milão, Ópera de Florença, ballets de Monte Carlo), e também para o cinema: foi ele o responsável pelas extravagantes roupas do filme "De salto-alto" de Pedro Almodovar e as de "Callas forever" de Franco Zeffirelli.
Em 10 de setembro de 2010 o Conselho Couture do Museu no Fashion Institute of Technology apresentou Lagerfeld com um prêmio criado para ele, The Fashion Visionary Award Conselho Couture, em um almoço beneficente no Avery Fisher Hall, em Nova York.
Em 10 de novembro de 2010 Lagerfeld e o fabricante de cristal sueco Orrefors anunciaram uma colaboração para criar uma coleção de arte em cristal. A primeira coleção foi lançada na primavera de 2011, chamado Orrefors por Karl Lagerfeld.
O apartamento de Lagerfeld em Paris foi publicado na edição francesa da revista Architectural Digest em maio 2012. Ele também revelou sua vasta coleção de pinos e broches de Suzanne Belperron e usou a cor de um de seus azuis calcedônia anéis como o ponto de partida para a coleção Primavera/Verão 2012 da Chanel.
Em 2013 dirigiu o curta-metragem Era Uma Vez ... na Cité du Cinéma, Saint-Denis, por Luc Besson, com Keira Knightley no papel de Coco Chanel e Clotilde Hesme como sua tia Adrienne Chanel.
Em 2014 uma casa de leilões na Flórida anunciou que muitos dos primeiros esboços de Lagerfeld seriam vendidos para a Câmara dos Tiziani em Roma.
Faleceu em 19 de fevereiro de 2019. Seu lugar como diretor criativo da Chanel foi tomado por Virginie Viard.

## Controvérsias
Em 1993, Anna Wintour retirou-se do seu desfile na Milan Fashion Week quando viu uma stripper e estrela de filme adulto Moana Pozzi, desfilando para a Fendi em sua coleção Black and White.
Houve muita controvérsia no uso de Lagerfeld de um verso do Alcorão na sua coleção de alta-costura da Primavera de 1994 para a Chanel, apesar das desculpas do designer e da casa de moda. A polémica surgiu após o show de alta costura de 1994, em Paris, quando o Conselho Indonésio de estudiosos muçulmanos em Jacarta pediu um boicote da Chanel e ameaçou apresentar protestos formais ao governo da terra natal do Sr. Lagerfeld, Alemanha. O designer desculpou-se, explicando que ele se tinha inspirado no projeto de um livro sobre o Taj Mahal, pensando que as palavras vieram de um poema de amor.
Lagerfeld foi alvo de um pieing por Pessoas pelo Tratamento Ético dos Animais (PETA), em 2001, em uma estréia de moda no Lincoln Center, em Nova York. As tortas de tofu arremessadas por ativistas dos direitos dos animais em protesto contra o uso de pele de dentro de suas coleções, no entanto se desviou e bateu em Calvin Klein. Um porta-voz da PETA descreveu a batida em Klein como “fogo amigo“, chamando Klein, “que não usa pele”, um grande amigo dos animais e Lagerfeld um “designer de dinossauros”, que continua a usar peles em suas coleções.
Lagerfeld tentou defender a indústria de peles e do uso de peles na moda. Ele mesmo não usava peles e quase não comia carne. Em uma entrevista à BBC em 2009, afirmou que os caçadores de "ganhar a vida tendo aprendido nada mais do que a caça, matando essas bestas que nos matariam se pudessem" e mantém-se: "Num mundo que se alimenta de carne, vestindo roupas de couro para sapatos e até mesmo bolsas, a discussão de pele é infantil. “Porta-vozes PETA chamado Lagerfeld "um dinossauro da moda que é tão fora de sintonia como suas peles estão fora de moda". e "particularmente delirante com sua mentalidade de matar ou ser-morto. Quando foi a última vez que a vida de uma pessoa foi ameaçada por um vison ou coelho? "
Em 2010, o PETA cita Lagerfeld, que usou pele falsa em sua coleção Chanel 2010, em seu site, dizendo: "É o triunfo da pele falsa ... porque peles falsas mudaram tanto e se tornou tão grande agora que você mal pode ver a diferença."
Lagerfeld em 2009 juntou-se aos críticos da supermodelo Heidi Klum. Após designer alemão Wolfgang Joop chamar Klum, que havia posado nua na capa da edição alemã da revista GQ, como sendo "não modelo de passarela. Ela é simplesmente muito pesada e tem muito grande um busto." Lagerfeld respondeu que nem ele nem Claudia Schiffer sabiam, Klum como nunca trabalhou em Paris e é insignificante no mundo da alta moda, sendo "mais bling bling e glamourosa do que a moda atual".
Lagerfeld criou furor internacional em 9 de fevereiro de 2012, quando afirmou que a cantora Adele era um pouco gorda demais. Isto causou fúria instantânea em todo o Reino Unido, e Lagerfeld respondeu com uma declaração de desculpas. Adele rebateu, dizendo que ela é como a maioria das mulheres, e ela está muito orgulhosa desse fato. Lagerfeld mais tarde causou outra polêmica, em 31 de julho de 2012, quando criticou Pippa Middleton, irmã de  Catherine, Duquesa de Cambridge, por sua aparência.  O comentário foi feito quando Lagerfeld estava elogiando  Catherine, duquesa de Cambridge, disse: “Kate Middleton tem uma silhueta bonita e é a garota certa para aquele menino. Eu gosto desse tipo de mulher! Eu gosto de belezas românticas.” No entanto, a irmã de Kate, Pippa Middleton, pareceu não lhe agradar muito, e acrescentou: “... Ela se esforça. Mas eu não gosto do seu rosto. Ela só devia mostrar-se de costas!”.

## Perda de peso
Quando Lagerfeld perdeu 42 kg em 13 meses, em 2001, explicou: "De repente eu queria vestir de forma diferente, usar roupas desenhadas por Hedi Slimane..." Mas essas modas, modelados por meninos muito, muito magros e não por homens da minha idade, que exige perder pelo menos 40 kg. Levei exatamente 13 meses”. A dieta foi criada especialmente para Lagerfeld pelo Dr. Jean-Claude Houdret, o que levou a um livro chamado The Karl Lagerfeld Diet, que ele promoveu no Larry King Live e outros programas de TV.

## Vida pessoal
Lagerfeld era dono de uma mansão em Paris e uma gata da raça sagrado da Birmânia chamada Choupette, com quem, no dia 1 de junho de 2013, anunciou que iria se casar se fosse legal. 
Ao que tudo indica, em abril de 2015 ganhou de presente da Apple um Watch Edition com uma pulseira Link totalmente feita de ouro, algo até então não conhecido do público.